# Reinhardsbrunn
Reinhardsbrunn est un quartier de Friedrichroda, dans l'arrondissement de Gotha et le Land de Thuringe. À son emplacement s'élevait une abbaye bénédictine, puis un château.

## Histoire

### Abbaye
L'abbaye bénédictine est fondée en 1085 par le comte Louis le Sauteur près de son château ancestral, le Schauenburg (de). Un couvent de Hirsau s'installe à Reinhardsbrunn, il fraternise avec Hirsau et Cluny et est sous la protection papale en 1092. Dès 1109 il fonde l'abbaye de Dietenborn.
Le monastère est important en tant que centre de la réforme de Hirsau en Thuringe, mais aussi en tant que lieu de sépulture pour les Ludovingiens (de), les Landgraves de Thuringe. Entre 1156 et 1168, l'abbé et bibliothécaire Sindold rassemble une collection d'une centaine de lettres. La Chronique de Reinhardsbrunn, compilée de 1340 à 1349, fournit des informations du VIe siècle à 1338. Elle contient l'histoire de l'abbaye depuis sa fondation, des Ludovingiens, le Landgraviat de Thuringe et la transition vers la maison de Wettin, mais aussi vers l'Empire allemand. Des sources désormais considérées comme perdues furent également utilisées comme modèles.
Au début du XIIIe siècle, le déclin de l'abbaye de Reinhardsbrunn s'installe progressivement, renforcé par l'extinction des Ludovingiens en 1247 et un incendie en 1292. Mais même parmi les Wettins, qui succèdent aux Ludovingiens comme landgraves, Reinhardsbrunn sert de lieu de sépulture à plusieurs reprises.
En 1525, pendant la guerre des Paysans allemands, le monastère est pillé et détruit. Les moines s'enfuient à Gotha, la propriété du monastère est vendue à l'électeur de Saxe Jean. L'Amt Reinhardsbrunn (de) est formé à partir du patrimoine du monastère. Zella St. Blasii, qui appartenait auparavant au monastère, va au Amt Schwarzwald (de). Cinq ans plus tard, en janvier 1530, neuf anabaptistes sont arrêtés à Reinhardsbrunn et interrogés par le surintendant de Gotha Friedrich Myconius (de). Six d'entre eux ne veulent pas révoquer leur culte anabaptiste et sont ensuite exécutés. Ils sont les premiers anabaptistes à être tués sous un gouvernement luthérien pour leur seule foi. Philippe Mélanchthon défend ces exécutions dans une lettre à Myconius.
Les bâtiments du monastère se dégradent au cours des décennies suivantes.

### Château
Après que l'abbaye est tombée en ruine, le duc Frédéric-Guillaume Ier de Saxe-Weimar construit un immeuble pour l'Amt Reinhardsbrunn en 1601. Son frère Jean II planifie la reconstruction de Reinhardsbrunn ; au moment où la construction est finie, il est déjà mort. Sous la régence de sa veuve Dorothée-Marie, le plan au sol avec les bâtiments principaux est créé entre 1607 et 1616. Dans les années suivantes, des structures de liaison sont construites, dans lesquelles les vestiges des bâtiments de l'abbaye sont probablement intégrés. Certaines parties des bâtiments sont construites sous le duc Frédéric II de Saxe-Gotha-Altenbourg vers 1706.
Le bâtiment ouest est le bâtiment principal, appelé "la maison haute" ou "château", sur les murs de fondation, en utilisant les tours d'angle, sous le duc Ernest Ier de Saxe-Cobourg et Gotha en 1826-1827 un palais de plaisance de style néo-gothique est construit. Le conseiller en construction Gustav Eberhard (de) de Gotha et Carl Alexander Heideloff (de) de Nuremberg sont responsables de la construction. Au nord-est, le bâtiment de la halle jouxte le bâtiment principal comme une aile courte, au sud, et donc presque parallèle au bâtiment principal, se trouve la « galerie des cerfs ». Elle émerge de l'ancien bâtiment officiel. De là, se dirige vers l'est vers « le nouveau bâtiment », également connu sous le nom de « bâtiment long », qui contient des éléments du XVe siècle et qui sert plus tard de galerie d'église.
L'église ferme l'octogone sur trois côtés à l'est et remplace l'église  démolie en 1855. Elle se situe un peu au sud de l'ancienne église du monastère et dans la zone de l'ancienne aile du cloître. Cette ancienne église est un grand bâtiment très élaboré, dont la taille montrait une peinture d'autel, qui, représentant le rêve de Jacob, fut exécutée comme une plaque commémorative familiale.
Les pierres tombales sont remises dans le nouveau bâtiment de l'église en 1874 après avoir déjà été déplacées à plusieurs reprises. Les pierres tombales de Frédéric le mordu et de son épouse Élisabeth de Lobdeburg-Arnshaugk (de) avaient été retirées en 1552 et transférées dans la chapelle du château de Grimmenstein (de) nouvellement construit, tout comme les pierres tombales de l'abbaye de Reinhardsbrunn. Lorsque le château est détruit en 1567, les pierres se retrouvent dans l'ancienne fonderie devant Grimmenstein. En 1613, Dorothée-Marie le fait réparer et l'année suivante, on installe un toit protecteur sur la façade extérieure sud. En 1874, elles sont placées à l'intérieur du porche de l'église ou dans la pièce communicante de la galerie de l'église, mais certaines d'entre elles ont des données incorrectes. En 1952, les pierres tombales des landgraves sont transférées à l'église Saint-Georges d'Eisenach.
Un parc paysager est créé autour du château vers 1850. La reine britannique Victoria et Albert de Saxe-Cobourg-Gotha se rencontrent ici à plusieurs reprises. Le frère aîné d'Albert, le duc Ernest II de Saxe-Cobourg-Gotha y est décédé à l'âge de 75 ans le 22 août 1893. Il y allait chasser tous les ans.
Il avait sympatisé avec les membres de l'abbaye bénédictine en mangeant humblement avec eux. Il les avait aussi invité au château.
En 1891, le complexe est ajouté à l'inventaire des monuments d'art du duché de Saxe-Cobourg et Gotha. En 1945, la maison de Saxe-Cobourg et Gotha est expropriée sans compensation par la puissance occupante soviétique. La maison ducale perd le palais Reinhardsbrunn, y compris son mobilier et son parc. Ensuite, le Land de Thuringe reprend le bien et l'utilise temporairement pour la formation des pompiers et de la police. En 1953, le château devient un hôtel du VEB Reisebüro, principalement une source de devises de clients de l'Allemagne de l'Ouest et de l'Occident. Un Intershop est situé dans le parc du château jusqu'en 1990. Le château se développe en un centre culturel et éducatif, où des concerts et des congrès ont lieu. En 1980, il est inscrit comme « monument d'importance nationale » dans la liste des monuments de la RDA. Dans le parc extérieur ducal, le VEB Kali Werra construit et entretient le camp de vacances pour enfants "Georgi Dimitrov".
Après la chute du Mur, l'hôtel est vendu par le Treuhand à deux groupes hôteliers occidentaux au début des années 1990. Le projet de le développer en un hôtel cinq étoiles est abandonné. À l'occasion de l'accord de transaction à l'amiable entre Andreas de Saxe-Cobourg et Gotha et le Land de Thuringe en 2001, un transfert vers la Maison de Saxe-Cobourg et Gotha ou ses fondations, qui maintiennent plusieurs châteaux-musées, ne s'est pas concrétisé.
En 2006, le château est vendu à la société BOB Consult GmbH basée à Weimar. En 2008, des investisseurs russes achètent BOB Consult GmbH  pour 12 millions d'euros par la société Rusintech. Les circonstances de l'opération donnent des soupçons de blanchiment d'argent au parquet de Thuringe. En 2009, le parquet ouvre une enquête. Rusintech fut fondée quelques mois avant la transaction avec un capital initial de 10 000 roubles et son chiffre d'affaires en 2008 était nul. Selon les enquêtes, les 12 millions d'euros provenaient d'un compte offshore du député de la Douma russe Anatoli Ivanovich Ostrjagine du parti au pouvoir Russie unie. Constantin, le fils d'Ostrjagin, qui vit à Londres, est le directeur général de la société qui a acheté le château. Le propriétaire russe a contracté des hypothèques sur le château. Depuis lors, la propriété a des dettes de près de dix millions d'euros. Le propriétaire du château laisse passer les délais fixés par le bureau du district de Thuringe et ne fait rien pour rénover ou sécuriser la propriété. La Thuringe sécurise le bâtiment et répare le toit à ses propres frais.
Le 20 juin 2013, le Frankfurter Allgemeine Zeitung publie un rapport détaillé sur l'état du palais en juin 2013. Depuis 2016, des efforts sont faits pour exproprier l'ensemble afin de préserver le monument. Le 10 juillet 2018, le château est exproprié par l'administration du Land de Thuringe.